# لاسو
لاسو بروفيشينال تدمج لغة برمجة تفسيرية مع خادم لتطوير تطبيقات الإنترنت والتي تستخدم متصفح الويب لواجهة المستخدم من أجل الاتصال بـ HTTP وخوادم قاعدة البيانات. لاسو تطور من قبل لاسوسوفت، ذ.م.م.

## الشرح
تقدم لاسو التنظيم الإداري من خلال برنامج لاسو (عبر مستخدميها ومجموعاتها الداخلية) للتحكم في الوصول الواضح المعتمد على تصريحات محددة لمصادر البيانات والسمات اللغوية لتحسين الأمن والتكامل في البيانات في بيئة تطوير برنامج إليكتروني متعدد المؤلفين. كما يتيح خادم لاسو الوصول إلى MySQL والعديد من قواعد البيانات عبر JDBC و ODBC و FilMaker Pro.. ويعمل خادم لاسو على كل من نظم التشغيل ماك أو إس إكس ووينددوز 2000 وويندوز 2003 ولينوكس ريد هات.
ويمكن كتابة لغة اللاسو، لغة لاسو ديناميك مارك أب (LDML)، في نسق بطاقات ذات اقواس مربعة تشبه html أو في نسق لاسو سكريبت الشبيه بكثير من لغات الكتابة الأخرى مثل PHP, Perl, python. ويمكن كتابة LMDL بتقنيات إجرائية أو ذات توجه موضوعي وتدعم العديد من أنواع البيانات من بينها مجمعات (قوائم ذات فهرس محتويات) وخرائط (قوائم ذات مراجع أسماء).
وتعد اللاسو لغة قابل ة للتوسع. وهي تتضمن حاليا مجموعة من أدوات التلاعب بالصور إيمدج ماجيك، ولديها القدرة على خلق مستندات بي دي إف ومعالجة وإرسال البريد الإلكتروني. كما تتضمن لغة لاسو أيضا دعكا مستفيضا للمعايير الصناعية مثل XML.SOAP,WSDL,JavaEE, Java Beans. كما يمكن التوسع فيها عبر كتابة روتين مصنع خصيصا يمكن استخدامه وإعادة استخدامه كبطاقات خاصة لخلق وظائفية جديدة عبر لغات برمجة مثل الجافا والسي لتناسب العديد من الاحتياجات.

## تجريد مصدر البيانات
تتيح لغة اللاسو القدرة على خلق مواقع إليكترونية ديناميكة أو برامج مع تجرديها من مصادر البيانات. تسمح اللغة بالبرمجة بطريقة تجعلها مستقلة عن تشفير مصادر بيانات محددة. ويسمح ذلك للمستندات والمواقع والتطبيقات الناشئة بواسطة اللغة بأن يتم نقلها من مصدر بيانات لمصدر بيانات خر بتغيرات طفيفة أو بدون تغيرات على الإطلاق. هذا المستوى من التجريد يتحقق عبر ترجمة اللغة.
يتم تثبيت مصادر البيانات داخل نظام إدارة اللاسو ووضع التصاريح ومعايير الاتصال وكافة الإعدادات الأخرى ذات الصلة. كما يمكن ضبط عدد من الأسماء المستعارة لمصادر البيانات بما يسمح بالتجريد.

### المثال الأول- انتقال مصادر البيانات
مصدر بيانات www.foo.com هو قاعدة بيانات فايلميكر foo_facts.
في إطار نظام إدارة اللاسو، يتم خلق الاسم المستعار info لقاعدة بيانات foo_fats وبشفرة لاسو محددة، يتم استدعاء البيانات ل"info" باستخدام بطاقات تلاعب بيانات لاسو.
تستقبل لاسو الدعة ل"info" كتعليمات لاسترداد البيانات من قاعدة بيانات foo_facts وتنشئ طلبا سليما للفايل ميكر. بعد ذلك تعود البيانات وتقدم للمستهلك النهائي بموجب شفرة المطور. في وقت آخر، يختار مدير www.foo.com التحويل إلى قاعدة بيانات MySQL.
وحتى يتم استيعاب هذا الانتقال/ يتم تعديل نظام إدارة لاسو بترشيح الاسم المستعار info إلى قاعدة البيانات الجديدة ماي إس كيو إل MySQL. وإذا كان من المعلوم أن كافة صفحة لاسو المبرمجة تستعين بلغة لاسو بشكل حصري (بدون بطاقات أو وظائف)، فستكون التعديلات الإضافية غير مطلوبة. تقوم لاسو حاليا بترجمة استدعاء info على أنه طلب للبيانات من قاعدة MySQL وتضع هذه الطلبات كتصريحات أو كشوف MySQL.

### المثال الثاني- القابلية للنقل
يحتفظ المطورون بنسخ محلية وأخرى بعيدة من نفس مصادر البيانات. يسمى مصدر البيانات المحلي dev_foo. أما المصدر البعيد فيسمى foo. في نظام إدارة لغة اللاسو للخادمين المحلي والبعيد يعرف مصدر البيانات بمعلومات مستعارة. يدعو المطور معلومات مصدر البيانات في إطار الشفرة المتاحة على صفحات اللاسو. يقوم خادم اللاسو بترجمة الدعوة إلى تلك المعلومات في إطار نظام إدارة اللاسو. لذلك يمكن أن تتنقل الصفحات التي يخلقها المطور بين الخوادم المحلية والبعيدة دون الحاجة لتشفير خاص بالخادم كما يمكن للمطور الحفاظ على مصادر البيانات المحلية والبعيدة بما يضمن أمن ودقة البيانات.

## الأمن
تتيح لغة اللاسو توجها أمنيا متعدد الطبقات، هذا التوجه يسمح بضبط المعايير الأمنية عبر سلسلة واسعة من العناصر.
والتي تتضمن:
- أمن قاعدة البيانات
- أمن الملف
- أمن إمكانية الوصول
- أمن الجلسة

رجاء الرجوع إلى موقع لاسو سوفت LassoSoft امزي من المواصفات بشأن النظام الأمني للاسو.

## أمثلة على الشفرات
Hello World======
فيما يلي ثلاث طر تقول بها "مرحبا أيها العالم" أو "Hello World: على صفحات اللاسو. وآخر طريقة هي بالطبع أسهلها
```
<?LassoScript 'Hello World!'; '<br>'; ?>

['Hello world!']

Hello world!<br>

```

تلك الأقواس المربعة موجودة بلغة لاسو، لذلك عليك استخدام مكونات html إذا كنت ترغب في استخدام الأقواس المربعة على صفحات اللاسو لأغراض أخرى غير صنع بطاقات أو رموز خاصة باللاسو. ومن ناحية أخرى يمكنك طباعة الأقواس المربعة مستخدما لغة اللاسو نفسها.

### Inlines
```
[
// this example begins with the LassoScript syntax 
// here we do a database search

inline(-search, -database='db_name', -table='table_name', 
 'field_name1'='searchvalue', -sortfield='field_name2');

 Records; // this marks beginning of a loop through found records
 Field('field_name2'); '<br>'; // here a db field was shown

 // next we build a web link using field values
 // many like to use the square bracket syntax for that kind
 // of thing, so we break the LassoScript
]

<A HREF="mypage.html?e1=[Field('e1')]&e2=[Field('e2')]">Go for it!</A>
<br>
[
 // LassoScript syntax again; we only have to close the 
 // so-called "container tags" (records, inline) that are still open

 /Records;
/inline;
]

```

ما بين السطور أو إنلاينز هي أداة اللاسو الرئيسية لكافة أنشطة قاعدة البيانات بالرغم من أنها تستخدم أحيانا لتحديد اسم مستخد وكلمة سر بصفة مؤقتة. ويمكن إصدار أوامر قواعد البيانات كما سبق، في لغة الميتا المستقلة عن db للاسو، والتي في حالتها يعمل نفس رمز شغرة البحث للMySQL وفايلميكر بر أو أي خلفية قاعدة بيانات أخرى يمكن أن تتصل بها اللاسو. ويعزز ذلك بشدة من إمكانية نقل حلول اللاسو. وإذا ما تطلب الأمر فإن كشوف SQL يمكن إدراجها بالطبع في الإنلاين عند استخدام خادم قواعد بيانات يدعم لغة SQL.
ولغة لاسو ليست لغة حساسة للأحرف أي أن "db_name" و"DB_name" تعنيان نفس الشيء. لاحظ أنه في المثال السابق كانت علامة (-) ترمز إلى شعارات ثانوية تتواجد فقط داخل الشعار الأولي، وهو في هذه الحالة الإنلاين.
القيم التي يحملها رابط www في المثال السابق يمكن التقاطها على صفحة النتيجة باستخدام رمز action_param. وتلقائيا تتحول action_params إلى متغيرات:
```
<?LassoScript
var(
 'e1' = action_param('e1'),
 'e2' = action_param('e2'),
 'e3' = action_param('e3')
);
?>

```

وهو الأمر الموصى به، لأن المتغيرات، على عكس action_params، يمكن الوثوق في عملها طوال الطريق حتى نهاية الصفحة.
99=== زجاجة من الجعة===
المثال التالي هو عبارة عن نسخة من كلمات أغنية «99 زجاجة جعة»
```
[
// first we define a couple of variables

 Variable:'lb' = '<br/>\r'; // XHTML line break and a return (saves typing)

// do we need plural?

 Variable:'plural' = ''; // this is a string type variable

// that variable will be reset for each loop_count (see inside the loop)

Loop:-LoopFrom=99,-LoopTo=1,-LoopIncrement=-1;

 /* this loop will count *down*
 Loop_Count is a counter that is created and updated automatically.
 It's a good habit to frame it with (parentheses), 
 though that's not really necessary
 */
 If: (Loop_Count)> 1;
 $plural = 's';
 Else;
 $plural = '';
 /If;
 
 /* now let's print the lyrics to the screen
 the "addition" below actually concatenates strings, if one or more
 of the constituents is a string instead of integer etc. 
 */
 (Loop_Count) + ' bottle' + $plural + ' of beer on the wall,' + $lb;
 // actually it's easier without the + signs: 
 (Loop_Count); ' bottle'; $plural; ' of beer.'; $lb;
 'Take one down, pass it around,'; $lb;
 If: (Loop_Count)> 1; 
 (Loop_Count) - 1; // these are both integers, so they will be subtracted
 Else; 'No more';
 /If;
 ' bottle'; If: (Loop_Count) != 2; 's'; /If;
 ' of beer on the wall'; $lb; $lb;
/Loop;
 'Go to the store,'; $lb; 'buy some more,'; $lb;
 '99 bottles of beer on the wall!';
]

```

## تاريخ

### ما قبل لغة اللاسو
في خريف عام 1995 كنت أحاول نشر قاعدة فايل ميكر برو على موقع الشركة التي كنت أعمل بها، وقد كان هناك حلين متوفرين في هذا الوقت، ويب إف إم لإيريك بيكفورد وفايل ميكر سي جي آي (ROFM) لراسل أوينز.
كلا من هذين الحلين يتم تطبيقه باستخدام أبلسكريبت (ويب إف إم كان يتم إعادة كتابتها لاحقا بلغة السي) ولذلك فكان كل منهم بطئ للغاية (على الأقل بالنسبة للتطبيق الذي كنت أعمل على تطويره). كما أن كلاهما أيضا كان يتطلب استخدام مجالات حسابات إف إم بي للصياغة، وهو الأمر الذي وجدته مرهقا ويتحمل الكثير من الأخطاء. وحتى أتغلب على هذه المشاكل قررت كتابة سي جي آي خاص بي مستخدما السي والسي بلس بلس بحيث يكون سريعا وفكرة «القوالب templates» المؤسسة على الإتش تي إم إل html بدلا من الاعتماد على مجالات الحساب، وقد أصبحت السي جي آي في النهاية لاسو 1.0.
وفي الغالب فإن اللاسو 1.0 تدين بالكثير تقنيا إلى ROFM وليس إلى WEB-FM. على سبيل المثال، فإن فكرة تمرير الأوامر إلى اللاسو عبر URL/Form Parameter تم أخذها مباشرة من ROFM (بأثر رجعي مع استخدام رمز «الإنلاين» هو في الغالب فكرة أفضل). كما أنني لم أعمل من قبل بالفايل ميكر بواسطة أبل سكريبت قبل هذه المحاولة، لذلك فإن الحصول على شفرة مصدر الإبل سكريبت لROFM والتعلم منها كان أمرا قيما- هذا الحوار مقتبس من فينس بونفانتي، كورتسي لاسوسوفت، ش.ذ.م.م عبر ليست سيرش.

### لاسو 1.x
كانت شركة بلو وورلد كوميونيكيشنز التي يملكها بول ديرفيلد شركة صغيرة لطباعة الإعلانات وتطوير مواقع الإنترنت تعمل من مقر بيل في إيزاكواه بواشنطن، حين اصدرت أول عمل لفينس بونفانتي تحت اسم اللاسو والللاسو لاست 1.0 سي جي آي.
نظرا لسهولة إعدادها وتعلمها ومميزاتها السريعة، سرعان ما دخلت حصة سوق لاسو في المنافسة وتغلبت على نفسها. عند هذه المرحلة كانت لاسو تعمل فقط مع فايل ميكر برو 3.x وويب ستار وكانت تعمل على أنظمة أبل إنك وماك أو إس 8 وما هو أعلى.
وقد ازدادت شعبية اللاسو بشكل ملحوظ مع استحواذ شركة بلو وورلد واستضافتها ومشاركاتها المتكررة في العديد من قوائم الحوارات عبر البريد الإليكتروني والتي كان الكثير منها يختص بفايل ميكر برو. وقد ساعد ذلك في حصول الشركة على اسمها في السوق، بينما وضع ذلك اللاسو في نفس الوقت في عقول المطور كطريقة لتمكين الفايل ميكر برو على المواقع الإليكترونية. كما وضعت بلو وورلد نفسها أيضا بقوة في مؤتمرات الماك وورلد وربما يكون ذلك قد ساعد مجتمع الماكنتوش في التزود بأول معرفة بنسخ الماكنتوش بصورة هائلة.
وتم غصدار اللاسو 1.1 كسي جي آي وأيضا كأحد المرفقات في ويب ستار، بنسخة ديسمبر 1996، بعد شهرين فقط من إصدار النسخة 1.0. قدم هذا الإصدار الدعم لخدمة الصور مباشرة من فايل ميكر برو مما دعم مخطوطات سكريبت ميكر التابعة لفايل ميكر برو مع الوصول إلى معلومات العملاء والمتصفح. كما تتيح اللاسو 1.1 أيضا الطبقة الأمنية الخاصة بها للتواصل بين المواقع على المستويين الميداني والمسجل.
عقب إصدار اللاسو 1. 2 في يناير 1997، جخلت شركة بلو وورلد وبونفانتي في محادثات خاصة مع كلاريس، وهي فرع من شركة أبل للكمبيوتر ومع مالك فايل ميكر برو. وقد اشترت كلاريس في النهاية الشفرة المصدرية للنسخة السابقة 1.2 لاسو، وبمساعدة فينس وبول بونفانتي أصدرت فايل ميكر ويب كومبانيون كأحد مكونات فايل ميكر برو 4.0.
لغة فايل ميكر ويب كومبانيوي «سي دي إم إل» «كلاريس ديناميك مارك أب» كانت مختلفة عن لغة اللاسة 1.2 إل دي إم إل (لاسو ديناميك مارك اب) ولكنها كانت قريبة منها جدا بحيث تتيح الانتقال بسهولة للمطورين الذين يبحثون عن أي خدمات من فايل ميكر برو عبر خوادم أطراف ثالثة.
وقد جاء إدراج فايل ميكر ويب كومبانيون الشبيه باللاسو في فيال ميكر 4.0 مع كل الطاقة والشهرة التي تحيط باللاسو في هذا الوقت ليساعد في نسبة المبيعات الهائلة وحصة لاسو الملحوظة في مجتمع تطوير المواقع التابع لماكنتوش والذي كان سريع النمو. خلال هذا الوقت، نقلت شركة بلو وورلد مكاتبها أيضا من إيزاكواه إلى بلازا سنتر في بيليفيو بواشنطن.
لاسو 2.x.
استمرت شركة بلوورلد في تطوير الللاسو مع كايل جيسوب مما جعلها تخطو خطوة نحو موقعها كمطور رئيسي. تم إصدار لاسو 2.0 في يوليو 1997 مقدما بعض التحولات الجذرية في الطريقة التي يمكن أن تستخدم بها لغة اللاسو.
فقد شهدت لاسو 2.0 إضافة خادم لاسو 2.0 للسلسلة، وقد كان خادم لاسو هو خادم مواقع إليكترونية يحمل علامة اللاسو التجارية مع تكنولوجيا اللاسو المدرجة به. وقد سمح ذلك بالدمج بين الخادم والميدلوير بصورة أكبر مما ساعد على تحسين الأداء. كما سمح خادم لاسو أيضا للمطورين بإعداد بيئة تطوير بدون التكاليف المتعلقة بها وتعقيدات خوادم المواقع من أي طرف ثالث.
كما منحت لاسو 2.0 وظيفة أخرى تتضمن الحسابات الرياضية، المتغيرات، بيانات أكثر تعقيدا، أنماط، إدراجات جانبية للخادم، معلومات أساسية عن العملاء، كشوف شرطية أكثر تقدما وسطح جافا كلاينت البيني. كما استطاعت لاسو 2.0 أيضا إرسال فعاليات أبل وبالتالي تتحكم في عدة تطبيقات أخرى على خادم الموقع.
ومن بين أشهر الوظائف الجديدة هي القدرة على أداء أعمال قاعدة بيانات متعددة الإنلاين تكون مخصصة بالكامل لصفحة الإجابات. قبل لاسو 2.0، كان يجب اعتبار كل شيء ماعدا قاعدة البيانات والنموذج الأولى (المتناظرات إلى الجدول والمنظر في نظم قاعدة البيانات الغير تابعة للفايل ميكر) كان يجب أن يتم تمريره كنقاشات من طلب صفحة الموقع. ولكن مع لاسو 2.0 تغير ذلك، وبالتالي غير جدا من طريقة تصميم مطوري اللاسو لتطبيقاتهم الخاصة بالمواقع.
بالنسبة للمطورين المبتدئين، قدمت لاسو 2.0 الإصدار الفوري على الموقع instant web publishing، وهو حل يمكن أن يخدم أي قاعدة بيانات فايل ميكر برو على الموقع بدون الحاجة لتشفير الكتابات المعتادة.
في ديسمبر 1997، ومع إصدار للاسو 2.5، قدمت شركو بلو وورلدعدة تطويرات في معايير الرموز وإمكانية الإجراء البينية. حصلت لاسو أيضا على القدرة على التواصل مع خادم موقع ويب تن- أحد أقسام أباتشي للماك أو إس من قبل تنون إنترسيستمز.

### لاسو 5
في 26 فبراير 2002، أصدرت بلو وورلد لاسو 5 الذي يعتبره العديد من خبراء هذا المجال ثاني أهم برنامج صدر في تاريخ هذه الشركة (أول أهم البرامج هو لاسو 1. 2).
وقد تضمن لاسو 5، من بين عدة تحديثات، هيكلا معاد الكتابة والتصميم بالكامل (لكل من أو إس إكس، وويندوز ولينوكس) والأهم هو قاعدة بيانات MySQL مدرجة به. ولا يزال لاسو 5 يتحدث إلى قاعدة بيانات فايل ميكر (ولكن ليس لخادم فايل ميكر والذي لم يصدر حتى سمحت إف إم آي قعليا بهذه الخخاصية)، والفايل ميكر كمصدر بيانات كان بطيئا من عدة اتجاهات مقارنة بمحرك SQL. نبذة قليلة بشأنه: تذكر أن الفايل ميكر هو مصدر بيانات خيطي فردي وبالتالي فحين تصدر بعض الطلبات يتم التعامل معها بالترتيب الذي تم استقبالها به.هذا السلوك الخيطي التسلسلي الفردي يؤثر على الأداء فيما يتعلق بالسرعة والاستجابة بالضبط كطريقة تطور حلول قاعدة البيانات، بمعنى، هل قاعدة البيانات بها أي حسابات، هل هناك أي تصاميم ثانوية، هل هناك أي حسابات نتائج مكتوبة (أكثر من المحتمل)، هل هناك أي أعمال جرافيك مدرجة في ميادين الحاويات... الخ. كل هذه الأمور يمكنها أن تؤثر على السرعة التي يصل بها الفايل ميكر للنتيجة التي يبحث عنها الطلب. ومن ثم يضفي عليه ذلك صفة البطء. وقد كانت لغة اللاسو نفسها "منذ النسخة 2. 0 متعددة الخيوط تماما (أي تسمح بالعديد من الاتصالات في نفس الوقت)، ولطالما خضعت لتباطؤ وثقل الفايل ميكر في بعض العمليات ولم يكن هناك أي طريقة للتغلب على ذلك إلا بالقيام بتغيرات رئيسية في مصدر بياناتك.
أما اللاسو 5، كلغة وخادم، لم تستطع بعد هذا الاعتماد على الفايل ميكر كدعامة، فقد كان مستقبل اللاسو يرتبط بالفايل ميكر. ومع تجربة مستقبل اللاسو بمصدر بيانات آخر، فتح ذلك الإمكانية لاستخدامات وفرص أعظم. وقد تذمر الكثير من المطورين في هذا الوقت مطالبين بسرعات أعلى (واستمروا كذلك لفترة من الوقت)، ثم بعد ذلك ضاع هؤلاء المطورون بسبب اعتمادها على الفايل ميكر. في سوق التطوير، محاولة بيع اللاسو إلى قسم تكنولوجيا معلومات لم يكن يعني فقط تخطي العميل لصدمة التعامل مع الفايل ميكر والذي بالطبع لم يكن ليتخطاها جيدا ثم الاضطرار بعد ذلك لبيع اللاسو فوق كل ذلك كان أمرا صعبا	. في كل الأحوال، أظهرت لاسو وعودا متعددة، للاستحواذ على حصة السوق ومطوري الطبقة العالمية. ومع ذلك فإن الاعتماد الكبير على الفايل ميكر ربطها بمستقبل غير مؤكد، وقد كان هذا المستقبل يكتب ببطء تحت تصرف إف إم آي، لذلك تم اتخاذ قرار باستخدام قاعدة بيانات داخلية وكانت هذه القادة هي MySQL.
ولم تكن لاسو مرتبطة فقط بMySQL كقعدة بيانات، بل أنها تتحدث لغة SQL مباشرة، وفي نفس الوقت سمحت للمطور بالاستمرار في استخدام بساطة رمز الإنلاين INLINE (انظر المثال التالي) لتصبح قاعدة البيانات عمياء. وبذلك يمكننا القول بأن اللاسو، كلغة، لم تكن تهتم بمصدر البيانات الذي تتحدث إليه، كان كل اهتمامها هو وجود بعض البيانات فيه. علاوة على ذلك، كان بمقدزر لاسو أيضا التحدث إلى أي مصدر بيانات متوافق مع JDBC طالما الرباط موجود، وقد أتاحت بلو وورلد هذا الأساس لكتابة هذا الموصل. في نفس الوقت أتاحت أيضا للمطور ومزود الاستضافة التحدث إلى مصدر بيانات MySql خارجي.زز الكل في نفس الوقت. ويمكن للمطور فعليا أن يجعل صفحاته تتحدث لمصادر بيانات متعددة وأنماط متعددة من مصادر البيانات وألا تضطر لتغيير شفرتها حتى ولو بايت واحد. يمكنك تغيير مصادر البيانات من صفحة لأخرى ولن يستطيع المستهلك النهائي معرفة ذلك. ويمكن للمطورين دمج بيانات فايل ميكر مع MySQL أو بيانات الأوراكل جميعا في نفس الصفحة من نفس الخادم.
لاسو 5 أيضا تتضمن صفتين حديثتين كلاهما غير طريقة تسليم المطور للحلول ونشرها. الأولى هي الجلسات sessions. حتى هذا الوقت كانت الطريقة الوحيدة للاسو للحفاظ على الحالة على صفحة تعمل باللاسو هي عبر الكوكيز cookies وقيم الرموز. وبينما كان انتشار الكوكيز كليا على الإنترنت بالكامل، فقد كانت قيم الرموز خاصة فقط باللاسو. كلا الطريقتين جعلت المطور يصنع بيئة خاصة على الصفحة وداخل الموقع لإليكتروني لتكون بمثابة كوكيز كاملة، وأصبحت الرموز مرتبطة باللاسو منذ النسخة 1.2 بينما كان المطورون يفتقرون إلى قدرتهم على الحفاظ على حالة واحدة عبر المواقع الإليكترونية بالكامل لفترة طويلة، فلم يكن هناك أي وسيلة عالمية فعالة لأداء هذا العمل. وقد سمحت اللاسو 5 بالقدرة على الحفاظ على نفس الحالة عبر كافة المواقع والقيم والمعايير مثل معلومات التسجيل والتاريخ والوقت ومعلومات العميل الرئيسية بحيث يمكن إدراجهم جميعا في متغير أو جلسة واحدة ثم تمريرها بعد ذلك بين الصفحات وبذلك تخلق الوهم بأن حالة المستهلك النهائي لا تزال محتفظ بها. التحديث الرئيسي الآخر للاسو 5 في هذا الوقت، كصناعة أولا، هو إضافة تطبيقات اللاسو أو LassoApps. يمتلك مطور اللاسو القدرة الآن على خلق تطبيق مواقع كامل وإغلاقه وبالتالي يحمي ملكيته الفكرية. تطبيق اللاسو هذا لا زال يحتاج إلى ربطه بخادم تطبيق لاسو 5 ولكن كان ذلك في حد ذاته تطورا كبيرا. فقد كان ذلك يعني أن المطور يمكنه حرفيا كتابة تطبيقه مرة وتوزيعه عدة مرات ويستمر في ى الاحتفاظ بحقوق شفرته. كلا هذين التحديثين، بالإضافة إلى خادم MySQL المدرج، وهيكل معاد كتابته بالكامل ومضيف من الرموز والخدمات الجديدة المبنية داخل اللغة وخادم تطبيق منحت المطور واي مؤسسة تستخدم هذه الأداة السير جنبا على جنب مع كولد فيوجن وإيه إس بي أو المواقع الإليكترونية الرائدة المعتمدة على بي إتش بي.
وقد تميزت لاسو 5 بصفة أخرى أيضا لم تكن متواجدة في النسخ السابقة من اللغة (أو لا بدون مجموعة كاملة من التشفيرات والإسعافات حتى تعمل بالصورة اللائقة، أو على الإطلاق): ما يتم تحميله مع الملف: يتمتع لاسو 5 بسعة داخلية للتعامل مع الملف الذي تم تحميله لخادم الموقع والتلاعب به ثم استرداده.
وقد شهد اللاسو 5 أيضا حادثا آخر حيث أنه لم يعد يعمل فقط مع ويب ستار 5 و ASIP (الذين يتم استبدالهم بخادم أو إس إكس) أو الآي تولد (من تنون)، ولكنه كان لديه القدرة أيضا على التحدث مع الأباتشي بشكل طبيعي في نظم تشغيل الأو إس إكش والويندوز واللينوكس (لم سكن نظام تشغيل ماك أو إس 9 مدعماوهو النظام الذي كانت تستخدمه لغة اللاسو لعدة سنوات). وفي نفس الوقت تم تنقيح الرابطة لنظام التشغيل ويندوز آي آي إس 5 و 6.
من سمات لاسو 5 الأخرى التي غيرت حرفيا الطريقة التي صنع بها مطوري اللاسو الصفحات هو اللاسو سكريبت. باختصار فإن لاسو سكريبت يبدو تماما شبيها بشفرة لاسوشكوير براكيتد (LDML) فيما عدا أنه لا يتم تطبيق أي تشفير على النتائج إلا إذا تم تحديد ذلك. ويمكن حاليا تشفير إل بي 5 بتقسيم المنطق من قيم ومتغيرات العروض بطريقة لم تكن ممكنة من قبل.
لم يكن هناك إصدار للاسو 4، رقم النسخ الصادرة تخطى الرقم 4 ليصل من 3 إلى 5.

### لاسو 6.x
لاسو 6 كان ظهورا لإمكانات الصور والبي دي إف (من بين عدة تحسينات أخرى للسرعة والاستقرار). توسع اللاسو 6 في إمكانات اللاسو 5 الذب ظهر بالأسواق. وأصبح لاسو 6 الآن لديه القدرة على خلق ملفات بي دي إف سريعا أو التلاعب في تحميل الصور. بينما لاسو 5 كانت لديه القدرة على التعامل والتلاعب بالصور والبي دي إف وخلقها أيضا، وكان ينبغي أن يتم ربطه بأداة المصدر المفتوح لبرنامج إيمدجماجيك عبر مجموعة أدوات ستيفان كلاين الرائعة. لاسو 6 من ناحية أخرى كان مزودا ببرنامج إيمدجماجيك مثبتا بداخله مما سمح بمزيد من التحكم في قدرات التصوير.
لاسو 6 أيضا يمتلك مضيفا من الرموز الجديدة أهمها رموز إكس إم إل XML التي أتاحت له التعامل مباشرة مع مجموعة بيانات XML. واستطاع لاسو 6 أيضا التعامل بشكل مباشر مع خادم إف تي بي والوصول إلى أدلته ثم سحب ودفع الملفات من وإلى هذه الأدلة أو عرض هذه البيانات كجزء من صفحة الموقع الإليكتروني. أضاف لاسو 6 أيضا برامج رياضية خاصة بالتواريخ. لاسو 5 كان مقدمة جيدة في التعامل مع التواريخ إلا أن طريقته في التعامل مع المشكلة المزعجة للتاريخ أفسدته. أعاد لاسو 6 تنقيح هذا النموذج وتحسينه بصورة كبيرة مع رموز الأمد. لنتناول على سبيل المثال حقيقة أن المواقع الإليكترونية هي موقع بلا حالة، وهذه الحقيقة تنفي فكرة الأمد. أو بمعنى آخر، الوقت المستغرق بين الصفحات أو الأحداث والأفعال. إن تجاوز هذا الوقت المستغرق يصبح أكثر خداعا إذا لم تكن تعمل باي نوع من الحالات المحفوظة (جلسة)، ولحسن الحظ قام لاسو بإدراج جلسات أمنية (يمكن للبعض أن يجادل بأن متغيرات الجلسة للاسو 5-8 لم تكن طويلة بما يكفي بحيث يمكن بواسطتها خلق مخاوف أمنية ثانوية). وقد حاولت رموز لاسو 6 محاولات رئيسية لإتاحة هذا الحل حول هذه المشكلة المزعجة.

### لاسو 7.x
شهد لاسو 7 ظهور اللغة في عدة أشكال مختلفة، أهمها إزالة القدرة على الوصول إلى نسخة MySQL عبر عميل خارجي. حتى النسخة 7 من لاسو كان بإمكانك فتح عميل SQL مثل CocoaMySQL، Navicat، AquaDataStdio أو تطبيق آخر من تطبيقات SQL وإضافة أو تحرير أو تعديل قاعدة بياناتك أو هياكل الجداول. أوالت النسخة 7 هذه الإمكانية وفي نفس الوقت أخبرت شركة بلو وورلد المكورين بأن عليهم النظر في أمر استخدام نسخة MySQL خارجية. وبينما أزعجت هذه الخطوة الكثير من المطورين، قدمت بلو وورلد طريقة لأداء كافة الوظائف التي يمكن لعميل SQL القيام بها ومع ذك فقد وفرتها لهم في واجهة مواقع بينبة شبيهة ب phpMyAdmin ولكن مع إمكانات أقل.
في نفس الفترة تقريبا، توسع برنامج فايل ميكر في عروضه (إلى حد ما، وقام بنقل بعض الوظائف التي كانت مدرجة مسبقا في الويب كومبانيون وسي دي إم إل في خادم الفايل ميكر، بينما كانت اللاسو لا تزال تتعامل مع مصدر بيانات الفايل ميكر، وقد أغلق إف إم إي أحد الطرق ليسمح بحدوث ذلك لأي سبب كان. لا يمكن لأي برنامج خاص بطرف ثالث التعامل مباشرة مع قاعدة بيانات فايل ميكر، كاة تطبيقات الأطراف الثالثة كان عليها المرور عبر خادم فايل ميكر المحدث.
ولذلك كان يتوجب على بلو وورلد التغير مع هذه الموجة حيث كان إف إم آي يتناسب مع ذلك، ولكن لم يكن من الممكن الاعتماد عليها تمما أيضا في حركة إف إم آي لأنها اضطرت للقفز إلى بنية تخزين بيانات مصدر مفتوح. وقد كانت الطريقة الوحيدة للوصول على مصدر بيانات فايل ميكر في هذه المرحلة هي عبر XML من خلال سيرفر فايلميكر المحدث. وقد عنى ذلك حدوث تغير في أي صور ملحقة بميادين احتواء مصدر بيانات فايل ميكر بعينه. ومع ذلك فبالنسبة لرصيد بلو وولد فقد يبدو أنها تقدمت خطوة للأمام أكثر مما كان مطلوب منها... وسمحت بالتعامل مع مصدر بيانات FMSA كاي مصدر بيانات آخر. ومرة أخرى بعيدا عن FMP نسخة 4 -6. لذلك فعمليا لم تستطع لغة اللاسو التعامل مع FMP من النسخة 4 إلى 6 بشكل مباشر وآمن، ولكن في نفس الوقت بإمكانها التعامل مع مصدر بيانات FMP نسخة 7 (عبر الخادم المحدث). ويجب الإشارة إلى أن FMSA7+ عبر XML لا يعتبر آمنا في هذه المرحلة من القوت ومع ذلك هناك عدة طرق لجعل هذه العملية آمنة وبالتالي لا يوجد أي طريقة لتأمين عملية بيانات XML التي تحصل عليها أو ترسلها لمصدر بيانات XML لا تتحكم فيه بشكل مباشر.
في هذه المرحلة من القوت وضعت هذه النقلة لFMI نهاية وحدا لما رآه الكثيرين من شركات واشخاص كما لو كان صنع المال من تكنولوجيا الفايل ميكر. وفي نفس الوقت فتح مجالا جديدا للفايل ميكر لاقتحام مجال URL. كما جعل تدفق البيانات من وإلى الخادم المحدث مكشوفا تماما نظرا لأن XML لم تكن مصممة بصورة آمنة. لذلك لم تعد لغة اللاسو عمليا قادرة على ضمان أمن مصدر بيانات فايل ميكر 7. وقد كان ذلك ثغرة في استخدام LP7 مع FMP7.
في 1 أغسطس 2004، وبعد سبع سنوات من العمل مع بلووورلد، باع السيد دويرفيلد رسميا منتج اللاسو إلى شركة في في فت لوديردال بفلوريدا- «أومنيبايلوت»، وكان اللاسو 7. 0. 3 آخر نسخة صدرت للاسو في شركة بلو وورلد.

### لاسو 8.0& 8. 1
في 5 أكتوبر 2004، أعلنت شرة أومنيبايلوت رسميا عن إصدار لاسو 8 ومن ثم بدأ الفصل الثاني في مستقبل اللاسو. وقد انتقلت شركة أومنيبايلوت سريعا بين سلسلة من إصدارات ليظل المطورين على نفس المسار يتجهون جميعا نحو لاسو 8. وفي خلال ثلاث أشهر أصدرت ما لا يقل عن اربع تحديثات للاسو (وهي إصدارات نقطية لنكون محددين أكثر) وكانت جميعا تعمل على اللاسو 8).
وبالنظر من الخارج للداخل سنجد أن لاسو 8 يبدو شبيها تماما بأسلافه، فهو يقوم بنفس الوظائف الأساسية التي يقوم بها أي برنامج لاسو آخر حيث يسمح للمطور أن يقوم بسحب البيانات من موضع قاعدة بيانات ووضعها على أي موقع إليكتروني ليراها الجميع، ولكن الطريقة والأدوات التي كان يقوم بها بذلك كانت غامضة وعتيقة تقريبا.
كما أعاد لاسو 8 أيضا تقديم قاعدة البيانات مرة أخرى إلى اللاسو. في هذه المرة كانت قاعدة البيانات المدرجة هي SQLite. بينما كان من الممكن استخدام مصدر البيانات هذا لتخزين البيانات إلا أنه لم يكن أمرا يوصى به.
لاسو 8 أو (LP8) زاد من التأكيد على البنية الموزعة. قبل LP8 إذا رغب أي مزود استضافة القيام بأي تغيرات على بيئة اللاسو الخاصة به كان يؤثر على كل مستخدمي اللاسو بالأسوأ والأفضل. ومن وجهة نظر الاستضافة، كان لاسو يتناسب أكثر مع ISP الصغيرة التي أرادت تسليم الوظائف المعتمدة على المواقع الإليكترونية ل FMP& MySQL. وغذا أراد المستخدمون القيام بأي أمر هام في بيئة استضافة باللاسو فعليهم اللجوء إلى خادم مخصص من أجل الحصول على كامل التحكم في البيئة. ومع تقديم LP8، أصبح خادم الاستضافة الآن قادرا على السماح للفرد بالتحكم في كل موقع لاسو. كل موقع محفز باللاسو الآن يعمل بعملياته الخلصة. علاوة على ذلك فإنه مع النسخ السابقة من اللاسو إذا تعرض خادم البرنامج للانهيار كل شيء كان ينهار معه. في LP8 إذا انهار خادم برنامج اللاسو تعالج نسخته الأصغر نفسها ذاتيا بصورة مستمرة لأنها تكون عمليات معالجة مستقلة. فتح LP8 أيضا الباب لمنتجات أخرى مثل لاسو ستوديو لشركة إكليبس.

### لاسو 8.5
صدرت نسخة لاسو 8.5 رسميا لمجتمع المطورين في 9 يونيو 2006. بعد قضاء عدة أشهر في بيتا، قامت أومنيبايلوت بتحسين مجموعة الوظائف المقدمة في لاسو 8 بما يحسن الاستقرار ويوسع نطاق مجموعة سمات 8.5. وقد تضمنت مجموعة سمات 8.5 على سبيل المثال لا الحصر ما يلي: تكامل كلي مع AJAX بما يسمح للمطور التكامل بسهولة والاستفادة من AJAX ومنهجياته، روابط مصدر بيانات متعددة يتم تثبيتها مسبقا، كانت النسخ الأولى من اللاسو تأتي قياسية مع رابط للفايل ميكر، وخادم فايل ميكر المحسن و MySQL و SQLite. أما 8.5 فقد اضاف إليها خادم MS SQL و Sybase وأوراكل و PostgreSQL و OpenBase و ODBC ومحرك ابل سبوت لايت. كما ـاحت نسخة 8.5 أيضا رابط SQL مفتوح النهايات بحيث يمكن للمطور استدعاء مصدر بيانات من بعد من داخل شفرته بدون الحاجة لإعادة تعريف مصدر البيانات كل مرة، وأتاحت نسخة لاسو 8.5 أيضا بعبور أموامر مستوى الأو إس مباشرة لنظام التشغيل الضمني. وقد كان يتحقق ذلم كسبقا عبر اداة ثالثة تسمى "PassThru" لستيفان كلاين بشركة إكسكسوتسفتشويس دوت نت. كما يدعم لاسو 8.5 أيضا عدة نتائج من استدعاء إنلاين فردي. كما يتضمن العديد من السمات الجديدة الأخرى أيضا.
من أحد تلك السمات الجديدة التي يقدرها العديد من مطوري اللاسو الحاليين هي أداة المطور الجديدة. سعمل لاسو 8.5 على الديفيلوبر مود بالصورة الافتراضية بدون الحاجة لشفرة ترخيص يتم شراؤها من أجله، وهي تتيح للمطور اختبار حلولهم على خادم مباشر حي مع وجود عائقين فقط: IP count (الذي يكون في وضع الديفيلوبر مود حتى 5 فقط) و thread count (200). وبينما تعد هذه الإمكانية غير ملائمة لاستخدام خادم الإنتاج إلا أنها تعد مثالية للتطوير ولإظهار الوظائفية للعميل. ويأتي لاسو 8.5 أيضا مع باقة تعليمية تسمح لمعلمين خلق منهج يعتمد على اللاسو.

### لاسو 9
صدر لاسو 9 رسميا في 11 فبراير 2010.

## معلومات الشركة
5 مارس 2007- لاسو سوفت ذ.م.م أعلنت استحواذها على برنامج أومني بايلوت وعائلة منتجات اللاسو عبر خطاب رئيسي ألقي بمؤتمر مطوري اللاسو (والذي كان يعرف من قبل باسم قمة اللاسو) في فورت لوديردال بفلوريدا. وهذا المؤتمر هو تجمع سنوي لمستخدمي اللاسو يتضمن عروضا من موظفي لاسو سوفت وبعض أكثر مستخدمي اللاسو خبرة من حول العالم بالإضافة إلى جلسات تدريبية لمستخدمي اللاسو الجدد.
لاسوسوفت ذ.م.م هي شركة شراكة مع كايل جيسوب وفليتشر ساندبيك وكيري أدامز. كايل جيسوب عمل مديرا لتطوير اللاسو منذ نسخته 1.5، أما فليتشر ساند بم فهو المطور الأولي وراء خط إنتاج لاسو ستوديو والمؤلف الأساسي للاسو برينت والوثائق عبر الإنترنت. أما كيري أدامز فكان في السابق مدير المبيعات لبرامح أومنيبايلوت. وإجمالا يمتلك الشرطاء الثلاثة خبرة تصل إلى 20 عاما أو أكثر في العمل على خطوط إنتاج اللاسو.

## أدوات وبيئات التطوير
- Lasso Studio for Golive
- Lasso Studio for DreamWeaver
- Lasso Studio for Eclipse
- LDML plugin for BBEdit
- LDML Syntax Coloring Scheme for EditPad Pro

## وصلات خارجية
- LassoSoft
- FileMaker
- ListSearch - LassoSoft's ListSearch Engine
- Lasso Development - Scripts, Jobs and Sites for Lasso
- ExecuChoice - PDF Tag Suite - PassThru - ShortString
- LassoBin - A PasteBin for Lasso
- LassoForge - OpenSource Lasso Projects
- tagSwap - A public exchange for Lasso custom tags